# John Marsh
John Marsh (Thurlstone, 1842 – Thurlstone, 21 aprile 1880) è stato un calciatore e crickettista inglese, di ruolo difensore.
Considerato uno dei migliori difensori del suo tempo, prese parte alle prime due competizioni della storia del calcio: nel 1867 disputò la Youdan Cup con il Mackenzie mentre nel 1868 riuscì a vincere la Cromwell Cup con il Wednesday.

## Biografia
Nato nel 1842 a Thurlstone, un villaggio nel borgo metropolitano di Barnsley, da Thomas, muratore, ed Elizabeth, viene battezzato nella chiesa di San Giovanni Battista, nella vicina Penistone, dal reverendo Samuel Sunderland, preside della Penistone Grammar School dove Marsh si istruirà.
Come molti altri giovani della parrocchia, egli si appassiona al gioco che nel 1829 Sunderland aveva portato nella zona: il football. Nel 1861 risulta vivere al numero 14 di Charles Street, a Sheffield, presso John Rogers, proprietario di una società (John Rogers and Sons) dove lavoravano suo figlio e tre apprendisti incisori, tra cui Marsh.

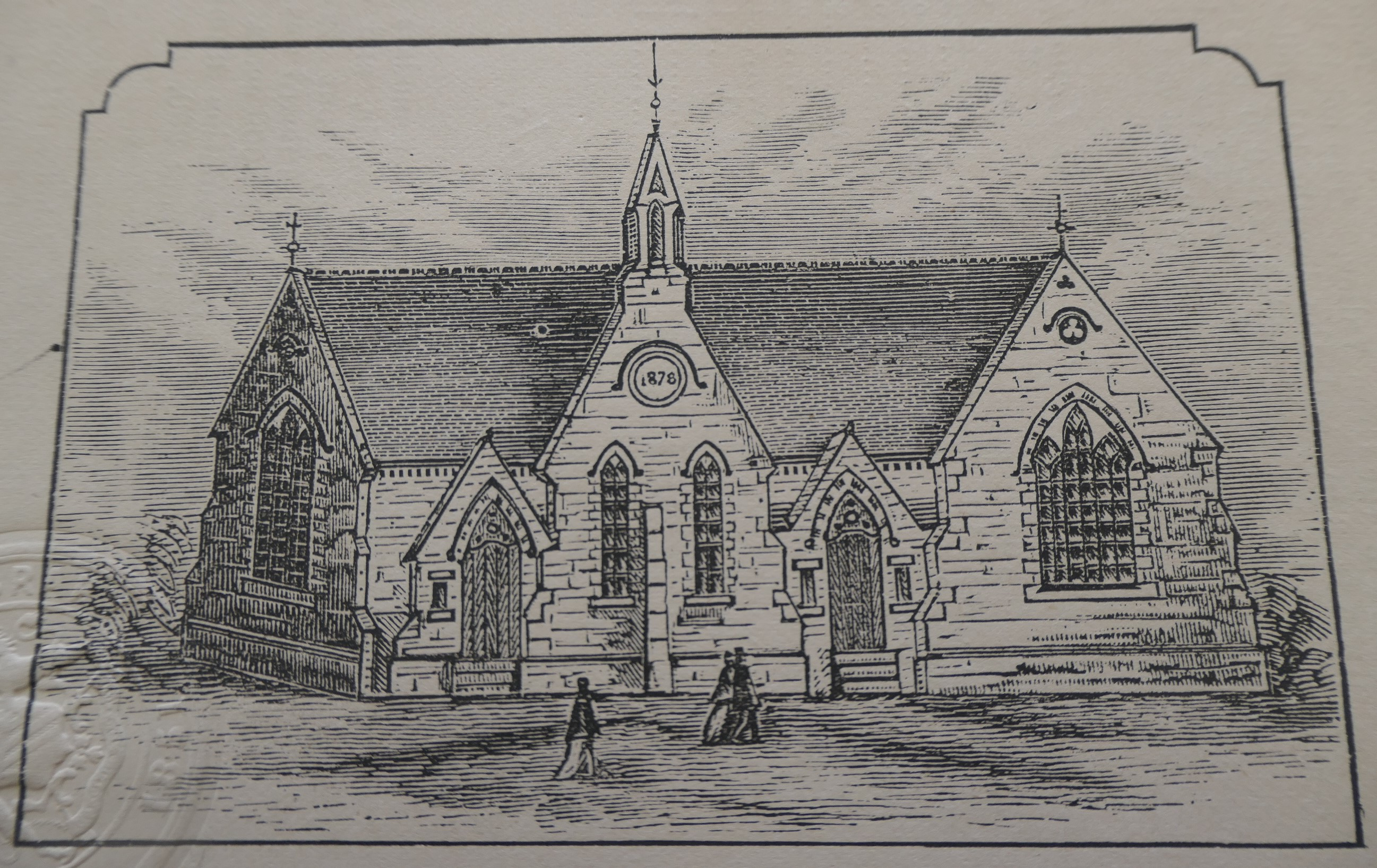
Una riproduzione di un edificio di Thurlstone del tempo

Dopo la morte nel 1874 della sorella Susannah, abbandonò i ruoli di capitano e segretario del Wednesday per trasferirsi a Thurlstone e dedicarsi al pub della sua famiglia, chiamato "The Crystal Palace". Nel 1876, durante una partita contro il Fir Vale, rimedia una grave frattura al braccio non facilmente guaribile. La sua salute piano piano peggiora e nel febbraio del 1880 la sua attività fallisce in seguito a una crisi: cade così in depressione. Marsh muore nella sua città natale il 21 aprile dello stesso anno, all'età di soli 37 anni.

## Caratteristiche tecniche

### Calciatore

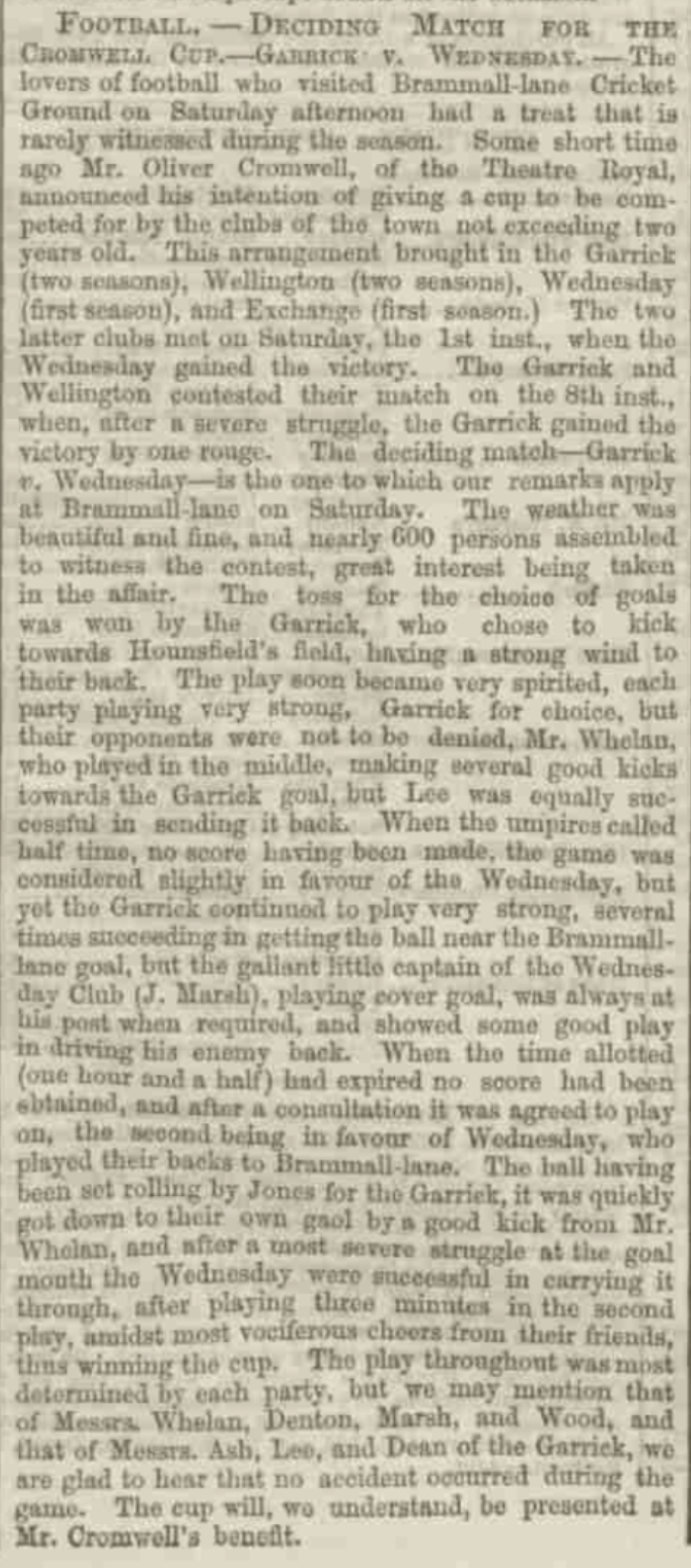
La cronaca della finale di Cromwell Cup tra Wednesday e Garrick, in cui vengono evidenziate le abilità difensive di Marsh

Spesso nominato capitano per la sua capacità di comandare e organizzare la squadra, pur essendo difensore gli veniva attribuito il merito di un risultato positivo per l'abilità di mantenere i nervi saldi di fronte all'avversario. Entrava senza paura e recuperava la palla frequentemente scampando il pericolo.

## Carriera

### Calciatore

#### Gli inizi a Sheffield, Mackenzie

Il programma del primo turno di Youdan Cup

Secondo John Ness Dransfield, Marsh fu il secondo capitano dello Sheffield Football Club, club più antico della storia del calcio, dopo John Charles Shaw. È probabile poi che egli abbia poi giocato in qualche altro club di Sheffield, ma di questo non ci sono prove. Successivamente passò al Mackenzie, con il quale raggiunse le semifinali di Youdan Cup, la prima competizione calcistica in assoluto. Nonostante la sconfitta per 4-0 contro l'Hallam, futuro campione, Marsh fornì ottime prestazioni venendo elogiato dalla stampa come migliore in campo.

#### Il passaggio al Wednesday e la selezione di Sheffield
Marsh conosceva diverse persone all'interno del club di cricket Wednesday e invitò la società a formare una sezione calcistica. Il suo desiderio fu esaudito ed egli divenne capitano e segretario della squadra. Nel 1868 guidò il Wednesday alla vittoria della Cromwell Cup, seconda competizione dopo la Youdan Cup. Nel 1871 venne scelto da Charles Alcock per far parte di una rappresentativa della città di Sheffield; di questa venne anche nominato capitano. Tornato a Thurlstone, fondò una squadra di calcio chiamata "Thurlstone Crystal Palace Football Club".

### Crickettista
Non ci sono molte fonti sulla carriera da crickettista di Marsh; è noto però che egli trascorse un periodo nel club del Wednesday e che ricevette anche un premio dalla società per le sue imprese sul campo.